# Гней Калпурний Пизон (консул 23 пр.н.е.)
Вижте пояснителната страница за други личности с името Гней Калпурний Пизон.
Гней Калпурний Пизон (на латински: Gnaeus Calpurnius Piso) e политик и сенатор на ранната Римска империя през 1 век пр.н.е.

## Биография
Произлиза от клон Пизон на фамилията Калпурнии. Баща е на Гней Калпурний Пизон (консул 7 пр.н.е.) и Луций Калпурний Пизон Авгур (консул 1 пр.н.е.).
През 48 пр.н.е. е проквестор при Помпей Велики в Тараконска Испания, през 46 пр.н.е. е в Африка. През 23 пр.н.е. Август го прави суфектконсул.